# Stanley Bate
Stanley Richard Bate (* 12. Dezember 1911 in Plymouth; † 19. Oktober 1959 in London) war ein englischer Komponist.

## Leben
Stanley Bate studierte von 1932 bis 1936 am Royal College of Music, wo er Kompositionsschüler von Ralph Vaughan Williams war. Von 1936 bis 1937 war er in Paris Schüler von Nadia Boulanger (und möglicherweise auch Maurice Ravel) und an der Hochschule für Musik Berlin von Paul Hindemith. 1937 kehrte er nach England zurück und wurde musikalischer Leiter des Phoenix Theatre in London. 1938 heiratete er die Komponistin Peggy Glanville-Hicks.
Mit seiner Frau reiste er von 1939 bis 1940 durch Australien, wo er als Pianist auftrat. Bis 1944 lebte er in den USA, wo viele seiner Werke mit ihm als Solist erfolgreich aufgeführt wurden. 1945 unternahm er eine Reise durch Brasilien, wo er vor Heitor Villa-Lobos auftrat und mehrere Rundfunkkonzerte leitete. Zwischen 1946 und 1949 lebte er erneut in den USA. 1949 kehrte er nach England zurück und ließ sich in London nieder. Auf dem 10. Cheltenham Annual Festival of British Contemporary Music 1954 wurde seine 3. Sinfonie mit großem Erfolg aufgeführt. Kurz vor seinem Tod unternahm er 1958 eine Konzertreise in die USA sowie nach Jugoslawien. 
Bate war ein überaus produktiver Komponist. Er schuf Opern, Ballette und Filmmusiken, Sinfonien und Instrumentalkonzerte, kammermusikalische Werke, zahlreiche Klaviersonaten und Lieder.

## Werke
- The Forest Enchanted, Oper, 1928
- All for the Queen - a faerie phantasy, 1931
- Streichquartett, 1933
- 1. Sinfonie in e-Moll, 1934
- Eros, Ballett, 1935
- Orchesterouvertüre, 1936
- Streichquartett Nr. 1, 1936
- Two Preludes für Kammerorchester, 1936
- Violinkonzert Nr. 1, 1936–37
- Six Pieces for an Infant Prodigy für Klavier, 1937
- Goyescas für Klavier und Streichquartett, 1937
- Fünf Stücke für Streichquartett, 1937
- Perseus, Ballett, 1938–39
- Cap over Mill, Ballett, 1939
- 3. Sinfonie, 1940
- 2. Klavierkonzert, 1940
- Romance and Toccata für Klavier, 1941
- Streichquartett Nr. 2 in c-Moll, 1942
- Violinkonzert Nr. 2, 1943
- Konzert für zwei Klaviere und Orchester, 1943
- Suite Nr. 1 für Klavier solo, 1943
- The Fifth Year, Filmmusik, 1944
- Haneen, Fantasie über ein arabisches Thema für Flöte, Gong und Streicher, 1944
- Overture to a Russian War Relief Concert für zwei Klaviere zu vier Händen, 1944
- Violakonzert, 1944–46
- Sinfonietta Nr. 2, 1945–46
- Pomes Penyeach, Lieder nach James Joyce, 1946
- Jean Helion, Filmmusik, 1946
- Dance Variations, Ballett, 1946
- Highland Fling, Ballett, 1946
- Pastorale für Militärkapelle, 1946–47
- Three Hilaire Belloc Songs, Lieder, 1947–48
- Violinkonzert Nr. 3, 1947–50
- Troilus and Cressida, Ballett nach William Shakespeare, 1948
- 3. Klavierkonzert, 1951–52
- Concerto grosso für Klavier und Streicher, 1952
- Prelude, Rondo und Toccata für Klavier, 1953
- The Pleasure Garden, Filmmusik, 1953
- Light through the Ages, Filmmusik, 1953
- 4. Sinfonie, 1955
- Incantations für Sopran und Orchester, 1957